# Callander
Callander (Calasraid på skotsk-gælisk) er en skotsk by nordøst for Stirling ved bredden af River Teith. Byen ligger i den administrative region Perthshire og er en populær turistdestination i den sydlige og lavere del af det skotske højland.
Callander er et ideelt udgangspunkt for besøg til området omkring Loch Lomond og Trossachs Nationalpark, Skotlands første nationalpark. Den skotske nationalhelt Rob Roy MacGregor ligger begravet i nærheden af byen.
Nord for byen ligger ligger klippeformationen Callander Crags, der er en synlig del af Highland Boundary Fault med geologiske brudflader og 350-400 millioner år gamle fossile strandbredder, der rejser sig til 343 meters højde. Øst for byen ligger en 350 meter lang begravelsesplads fra stenalderen (Storbritanniens længste) og syd for byen markerer stendiger omridset af en romersk sommer-lejrplads.
Byen er et populært udgangspunkt for trekking og vandreture. Den nedlagte Callander and Oban Railway line er inddraget som en det af det nationale system af stisystemer og cykelruter.